# Баснер Веніамін Юхимович
Веніамін Юхимович Баснер (рос. Вениамин Ефимович Баснер; нар. 1 січня 1925, м. Ярославль, РРФСР — пом. 3 вересня 1996, с. Рєпіно, під Санкт-Петербургом, Росія)  — радянський композитор єврейсько-латвійського походження. Заслужений діяч мистецтв РРФСР (1974). Народний артист РРФСР (1982).

## Життєпис
Веніамін Баснер народився 1 січня 1925 року в місті Ярославлі в єврейській родині, евакуйованій з Двинська з початком Першої світової війни. Обидва його діди, а також батьки, незважаючи на вимушену асиміляцію євреїв у СРСР, говорили на ідиш.
Великий вплив на Баснера мав його дід, Хірш Якович Ґредітор, кравець за професією, який знав багато єврейських народних пісень. Опановував скрипку в дитячій музичній школі № 1 в Ярославлі. Одним з перших великих музичних вражень у житті юного Веніаміна стало виконання в Ярославлі в 1938 році П'ятої симфонії Дмитра Шостаковича. По закінченні Ярославського музичного училища в 1942 році Баснер був запрошений солістом в Ярославську філармонію, але вже через рік його призвали до армії. Він служив у військовому оркестрі аранжувальником, а також ремонтував музичні інструменти.
У 1944 році Веніаміна Баснера демобілізували, і він вступив до Ленінградської консерваторії імені М. Римського-Корсакова у клас скрипки і композиції. Закінчивши консерваторію в 1949 році, він почав виступати як соліст і оркестровий музикант. У 1955 році Баснер став членом Ленінградського відділення Спілки композиторів СРСР і очолив комісію по роботі з молоддю. У наступні роки композитор багато творив, найбільшу популярність йому принесли його оперети, військові пісні і кіномузика (зокрема «З чого починається Батьківщина» (з к/ф «Щит і меч»), «На безіменній висоті», «Від розлуки до розлуки» (з к/ф «Тиша»), «Березовий сік» (з к/ф «Хороший хлопець»), «Цілу ніч соловей нам насвистував» (з к/ф «Дні Турбіних»), «Пісня про рудого песика» (з к/ф «Учитель співу»), «Це було так недавно, це було так давно» (з к/ф «Друзі та роки»), «На все життя, що залишилось» (з однойменного к/ф). Веніамін Баснер також є автором низки статей в музичних журналах СРСР.
Великий вплив на творчість Веніаміна Баснера справила багаторічна дружба з Дмитром Шостаковичем. Шостакович позитивно відгукувався про твори Баснера, допомагав просувати їх на сцену. Як і Шостакович, Баснер дуже цінував музику Густава Малера, його вплив помітно в творах композитора, а також єврейський музичний фольклор.
У 1994 році Баснер здійснив свою давню мрію — відкрив у Петербурзі єврейський театр «Симха» («Радість»), і на прем'єрному показі мюзиклу «Єврейське щастя» власноруч виконав партію скрипки.
Помер 3 вересня 1996 в селищі Рєпіно під Санкт-Петербургом. Похований на Комаровському кладовищі.

## Основні твори
Опери
- «Весняні води» (за романом І. Тургенєва, 1975)
- «Готель „Танатос“» (за романом А. Моруа, 1991. Не закінчена)

Балет
- «Три мушкетери» (1964)

Оперети і мюзикли
- «Полярна зірка» (1966)
- «Потрібна героїня» (1968)
- «Південний хрест» (1971)
- «Рік блакитного зайця» «Білий танець» , 1978)
- «Між небом і землею» (1980)
- «Сяйливі хмари» (1982)
- "Моя хата скраю " (1985)
- «Ми з Одеси, здрастє!» (1988, не закінчена)
- «Ти — велика актриса» (1990)
- «Єврейське щастя» (1994)

Вокально-симфонічні твори
- "Весна, пісні, хвилювання " (текст Л. Мартинова) для голосів соло, хору та оркестру (1963)
- «Вічний вогонь» (текст М. Матусовського) для баритона , хору хлопчиків та оркестру (1971)
- П'ять віршів М. Лермонтова для баритона та оркестру (1979)
- Симфонія № 2 "Блокада " (текст М. Матусовського) для баритона , хору та оркестру (1983)
- Симфонія № 3 «Любов» (текст Е. Верхарна) для тенора і оркестру (1988)

Твори для оркестру, концерти
- «Поема про блокадний Ленінград» (1957)
- Симфонія № 1 (1958)
- Концерт для скрипки з оркестром (1966)
- Концерт для віолончелі з оркестром «Цар Давид» (1967—1980)
- Симфонієта для флейти та струнних (1972)
- Симфонія «Катерина Ізмайлова» (за оперою Шостаковича, 1993)

Камерні твори
- П'ять струнних квартетів (1948, 1953, 1960, 1969, 1975)
- Соната для скрипки і фортепіано (1982)

Камерно-вокальні твори
- «Парабола» (текст А. Вознесенського) для баритона і фортепіано (1962)
- «Гойя» (текст А. Вознесенського) для баритона, англійського ріжка, фагота і фортепіано (1965)
- Вісім віршів А. Ахматової для мецо-сопрано та гітари (1977)
- «Пам'яті Володимира Висоцького», шість балад для голосу та інструментального ансамблю (1981)
- Сюїта на вірші О. Мандельштама та інших авторів для баритона, гобоя, англійського ріжка, двох фаготів і фортепіано (1983)
- Романси та пісні для голосу і фортепіано на вірші російських і зарубіжних авторів.

- Музика більш ніж до 100 кінофільмів.
- Інші твори.

## Музика кіно
- 1956 — Безсмертний гарнізон
- 1956 — Людина народилася
- 1956—1957 — Тугий вузол (1956—1957, 1988 рр.)
- 1957 — Ленінградська симфонія
- 1958 — Троє вийшли з лісу
- 1959 — Однолітки
- 1959 — Сонце світить всім
- 1959 — Доля людини
- 1960 — Мічман Панін
- 1961 — Смугастий рейс
- 1962 — У твого порога
- 1963 — Рідна кров
- 1963 — Тиша
- 1964 — Мати і мачуха
- 1965 — Друзі та роки
- 1965 — Як вас тепер називати?
- 1965 — Дзвонять, відкрийте двері
- 1965 — Перша Бастилія
- 1966 — Дикий мед
- 1967 — Подія, яку ніхто не помітив
- 1967 — Циган (к/ст ім. О. Довженка)
- 1968 — Щит і меч
- 1968 — Розвідники (к/ст ім. О. Довженка)
- 1968 — Армія «Трясогузки» знову в бою
- 1969 — Потрійна перевірка
- 1969 — На шляху в Берлін
- 1969 — Білий флюгер
- 1969 — П'ять днів відпочинку
- 1969 — Посол Радянського Союзу
- 1970 — Море у вогні
- 1970 — Африканич
- 1970 — Червона площа
- 1971 — Хороший хлопець\Мировой парень
- 1971 — Місто під липами
- 1971 — Інспектор карного розшуку (к/ст ім. О. Довженка)
- 1972 — Небезпечний поворот
- 1972 — Дозвольте зліт!
- 1972 — Гросмейстер
- 1972 — Повернення до життя
- 1972 — Капітан Джек
- 1973 — Учитель співу
- 1973 — Я служу на кордоні
- 1974 — Морські ворота
- 1974 — Дивні дорослі
- 1975 — Фронт без флангів
- 1975 — На все життя, що залишилося…\На всю оставшуюся жизнь…
- 1975 — Дожити до світанку
- 1976 — Дні Турбіних
- 1977 — Блокада
- 1977 — Фронт за лінією фронту
- 1977 — Доброта
- 1978 — Останній шанс
- 1978 — Зустріч в кінці зими
- 1979 — Рідна справа
- 1979 — Задача з трьома невідомими
- 1980 — Тривога
- 1981 — Контрольна зі спеціальності
- 1981 — Факти минулого дня
- 1981 — Фронт в тилу ворога
- 1981 — Вони були акторами
- 1982 — Варварин день
- 1982 — Владивосток, рік 1918
- 1983 — «Водій автобуса»
- 1983 — Тут твій фронт
- 1984 — Час і сім'я Конвей
- 1984 — Репортаж з лінії вогню
- 1984 — Три відсотка ризику
- 1984 — Через всі роки
- 1985 — Таємна прогулянка
- 1985 — Місто над головою
- 1985 — Чоловічі тривоги
- 1985 — Недільний тато
- 1985 — Друзів не вибирають
- 1986 — Рись повертається
- 1986 — Сім криків в океані
- 1987 — Залізний дощ
- 1988 — У зв'язку з переходом на іншу роботу
- 1989 — Маленька людина у великій війні
- 1989 — А чи був Каротин?
- 1990 — Мишоловка
- 1990 — Невідомі сторінки з життя розвідника
- 1991 — Люмі
- 1992 — Навіщо алібі чесній людині?
- 1996 — Повернення «Броненосця»
- 1997 — Четверо (короткометражний) та ін.

## Дискографія
- 2001 — «Веніамін Баснер. На все життя, що залишилось … Пісні про війну»
- 2001 — «Веніамін Баснер. Білої акації грона запашні … Пісні з кінофільмів»
- 2004 — «Веніамін Баснер. Струнні квартети» — виконує Квартет імені Танєєва
- 2006 — «Веніамін Баснер. „Ти і я“» — виконує Академічний симфонічний оркестр Санкт-Петербурзької філармонії

## Нагороди та премії
- Заслужений діяч мистецтв РРФСР (1974).
- Народний артист РРФСР (1982).
- Державна премія РРФСР імені братів Васильєвих (1980) — за музику до фільму «Блокада» (1973, 1977).

## Пам'ять
- В честь Веніаміна Баснера названо астероїд 4267[1].
- В 2005 році на фасаді будинку № 16 на набережній річки Мойки встановили меморіальну дошку пам'яті Веніаміна Баснера[2][3].